# Ибн Муханна
Ибн Муханна (Джамал ад-Дин ибн Муханна) (годы рождения и смерти неизвестны) — средневековый тюрколог. Жил в XIV веке. В тюркологии известен его труд «Китаб хуллийат ул-Инсан ва хулат ул-лисан» («Мастерство языка и его описание») — учебное пособие по грамматике тюркского языка. В книге помещен арабско-тюркский словарь. В разделе грамматики анализируется звуковая система, местоимения, склонение, дополнения. Копии рукописей хранятся: в Оксфорде (3 копии), Берлине (1 копия), Стамбуле (2 копии). Первые пять изданы в 1900 в Санкт-Петербурге П. М. Мелиоранским под названием «Китаб тарджуман фарси уа турки уа могол и». Шестой вариант (наиболее полный) опубликован в 1921 в Стамбуле М. Рифатом. С. Е. Малов написал специальный труд о его языке (1926). А. Батал перевел книгу на турецкий язык и издал в 1934 году, сделав сравнительный анализ, сопоставляя язык с казахским языком. Сочинение является ценным источником по исследованию языка тюрков Центральной Азии XIII—XIV веков и кыпчакского языка этого периода.